# Spätmittelalterliche Agrarkrise
Unter dem Begriff der spätmittelalterlichen Agrarkrise wird im Allgemeinen die im 14. und 15. Jahrhundert vorherrschende Depression der Landwirtschaft in Europa verstanden. Die dazugehörige Agrarkrisentheorie fußt größtenteils auf den Überlegungen des deutschen Wirtschaftshistorikers Wilhelm Abel und dessen Veröffentlichungen in den 1930er Jahren. Abel definiert die spätmittelalterliche Agrarkrise als Häufung von ländlich-landwirtschaftlichen Notständen. Diese äußern sich laut Abel in Form von verlassenen Höfen und Häusern, rückgängigem Getreideanbau, abfallenden Grundrenten und in dem langfristigen Missverhältnis zwischen Erlös- und Kostenpreisen des Landbaues. Der Kern dieser Theorie besitzt noch bis heute Gültigkeit. Jedoch sollten kritische Einwände, die innerhalb der wissenschaftlichen Diskussion über Abels Werk geäußert wurden, nicht außer Acht gelassen werden.

## Ursachen
Vor dem Einsetzen der sogenannten spätmittelalterlichen Agrarkrise kann von einer Expansionsphase gesprochen werden, in deren Verlauf sich die Bevölkerung zwischen dem 10. und 14. Jahrhundert etwa verdoppelte. Der wirtschaftliche Aufschwung Europas, der sich vor allem im 12. und 13. Jahrhundert vollzog, ließ insbesondere den Agrarsektor anwachsen. Aufgrund seiner hohen Bedeutung hatten Veränderungen im Agrarsektor schwerwiegende Auswirkungen auf die Gesamtwirtschaft. Erhebliche technische Fortschritte hatten zur Folge, dass das grundherrschaftliche Fronhofsystem niederging und eine Flucht in die Stadt einsetzte. Hans Mottek bezeichnete die damit einhergehende Entbindung der Bauern von der Scholle (glebae adscripti) herausstreichend als „Auflösung der ersten Leibeigenschaft“. Dieser Prozess kehrte sich ab dem 14. Jahrhundert wieder um und blieb bis zum 19. Jahrhundert bestehen. Die Zahl der Grundherren nahm wieder zu und wohl auch die Größe der Gebiete, was Uwe Wesel als „zweite Leibeigenschaft“ bezeichnet, weil damit die alten Rechte über noch mehr Bauern zurück erworben wurden. Laut Abels Theorie führte das starke Bevölkerungswachstum zu einer erhöhten Getreidenachfrage. Durch die erhöhte Nachfrage stiegen die Getreidepreise, was wiederum die Erschließung ertragsschwacher Ackerflächen rentabel machte. Um ca. 1300 wurden deshalb auch minderwertige Böden bearbeitet, welche nur in normalen oder guten Erntejahren ausreichende Erträge abwarfen und sich teilweise nach wenigen Jahren erschöpften.
In den Jahren 1315 bis 1317 kam es zu mehreren Missernten, welche Hungersnöte mit sich brachten, gefolgt von einem starken Bevölkerungsrückgang, Landfluchten und der Bildung von Wüstungen. Der Bevölkerungsrückgang verschärfte sich durch die Pest, die Mitte des 14. Jahrhunderts in ganz Europa ausbrach. Insgesamt sank die Bevölkerung zu dieser Zeit um gut ein Drittel. Durch den Bevölkerungsrückgang brach die Getreidenachfrage nun drastisch ein. Da zuerst die ertragsärmeren Böden aufgegeben wurden, sank das Angebot nicht in gleichem Maße und es kam zu einem Preisverfall des Getreides. Gleichzeitig bewirkte der Bevölkerungsrückgang einen Arbeitskräftemangel, der die Reallöhne ansteigen ließ. So entstand zwischen Getreidepreisen und Löhnen ein Ungleichgewicht, welches laut Abel die Landwirtschaft unrentabler machte.
Während Abel in den Witterungsbedingungen keinen wesentlichen Einflussfaktor sah, betrachteten später Autoren wie die britischen Wirtschaftshistoriker Michael M. Postan oder Bruce M. S. Campbell Witterungs- und Klimaschwankungen in Teilen Europas als Mitauslöser für die Krisenerscheinungen der Zeit. Für den englischen Raum wiesen britische Historiker auf Zusammenhänge zwischen dem Wüstfallen von Ortschaften, einer Ausweitung der Schafhaltung zu Lasten des Getreideanbaus und veränderte Klimabedingungen hin, ähnlich die skandinavische Forschung. Der deutsche Historiker Werner Rösener bezeichnet es als Manko, dass Abels Modell und die deutsche Forschung klimahistorische Aspekte gar nicht oder zu wenig berücksichtigt hätten. Manche Autoren, etwa der britische Klimatologe Hubert Lamb, verorten die Witterungsschwankungen und Krisenerscheinungen in einer klimatischen Übergangszeit vom Ende einer europäischen mittelalterlichen Warmzeit zu einer allmählich beginnenden kleinen Eiszeit, die sie damit relativ früh einsetzen lassen.

## Gesellschaftliche und wirtschaftliche Auswirkungen
Infolge der Agrarkrise entwickelten sich andere Wirtschaftszweige. Vergleichsweise niedrige Lebenshaltungskosten ermöglichten den Erwerb anderer Güter. Dadurch stieg die Nachfrage nach Handwerksprodukten aller Art, deren Angebot aufgrund des Arbeitskräftemangels überschaubar blieb. Zwar stiegen durch die erhöhte Nachfrage die Löhne der verbliebenen Arbeitskräfte, gleichzeitig sanken jedoch die Einkommen der Bauern so stark, dass es unter ihnen zu einer vermehrten Landflucht in die Städte kam. Im Zuge dieser Landflucht wurden ganze Landstriche entvölkert und es entstanden zahlreiche Wüstungen. Die gesteigerte Nachfrage und die steigenden Löhne verursachten eine sich verstärkende Inflation. Die Landwirtschaft musste sich der geänderten Nachfrage anpassen, sodass sie ihre Produktion zum Teil auf andere Waren umstellen musste. So breitete sich beispielsweise in Gebieten mit weniger ertragreichen Böden die Viehwirtschaft aus. Innerhalb der mittelalterlichen Städte hatte die Agrarkrise jedoch kaum Auswirkungen. Dort konnten die Bevölkerungsrückgänge durch die Landflucht ausgeglichen werden, die Lebenshaltungskosten waren vergleichsweise niedrig und der Lohnüberschuss sorgte für eine große Nachfrage nach Luxusgütern und handwerklichen Produkten.
Dem Landadel hingegen schadete die Agrarkrise zum Teil enorm, da die niedrigen Getreidepreise und die Landflucht der Bauern die wirtschaftliche Basis des Adels unterhöhlten. Am schlimmsten traf es laut Abel den Ritterstand, der noch recht unmittelbar von seinen Gütern lebte und einen großen Rückgang seiner Einnahmen erfuhr. Um den Einkommensverlust zu kompensieren, erhöhte der Ritterstand teilweise die Abgabenlast, was zur Verschärfung der Krise und zu erhöhter Konfliktbereitschaft der Bauern führte. Viele Angehörige des Ritterstandes waren gezwungen, sich andere Einnahmequellen zu suchen. Neben dem Kriegsdienst und dem Auskommen als Beamte der Landesherren breitete sich das Fehdewesen stark aus. Zudem wandten sich viele Ritter dem Raubrittertum zu.
Auch bezüglich des Niedergangs der mittelalterlichen Deutschen Ostsiedlung kann ein Zusammenhang mit der Agrarkrise vermutet werden. Ein definitiver Nachweis dieses Zusammenhanges steht jedoch noch aus.

## Kritik an Agrarkrisentheorie
Bei der Agrarkrisentheorie von Abel handelt es sich um eine Theorie, die teilweise noch heute ihre Gültigkeit besitzt. Dennoch wurden einige Beobachtungen Abels innerhalb des wissenschaftlichen Diskurses kritisch hinterfragt. Insbesondere der von Abel hergestellte Zusammenhang zwischen Pest und Siedlungsaufgabe wurde scharf kritisiert. Der Historiker Josef Dolle spricht davon, dass dieser Zusammenhang weder zeitlich noch ursächlich nachgewiesen sei. Des Weiteren fehle es bis heute an zuverlässigen Daten bezüglich der räumlichen Ausbreitung der Epidemien und den damit verbundenen Opferzahlen im 14. Jahrhundert. Die Auswahl der von Abel angeführten Daten wirkt zudem eher willkürlich als systematisch. Demgemäß könne nicht beurteilt werden, inwiefern der ländliche Raum von diesen Epidemien betroffen war. Zusätzlich bemerkte Dolle, dass die Situation des Adels zu dieser Zeit wesentlich differenzierter war, als es Abel darstellt, und dass demgemäß von einer Krise des Adels nicht die Rede sein kann. Zudem wurde bemängelt, dass Abel die regionalen Unterschiede in der Konjunkturentwicklung zu wenig beachtet hätte.